# گلاشینتسه
گلاشینتسه (به صربی: Glašince) یک روستا در صربستان است که در ژیتوراجا واقع شده‌است. گلاشینتسه ۴۲۷ نفر جمعیت دارد.